# Anna Madeley
Anna Madeley (Londra, 8 marzo 1976) è un'attrice britannica, descritta da Philip Fisher della British Theatre Guide come "una delle giovani attrici più brillanti e versatili" del Regno Unito.

## Biografia
Nata e cresciuta nella capitale britannica, Anna ha frequentato il collegio scolastico North London. Ha iniziato la propria carriera nella recitazione già da bambina, ma in seguito si è iscritta anche alla Central School of Speech and Drama.
Dal 2001 al 2004, ha partecipato per tre stagioni agli spettacoli della Royal Shakespeare Company, con la quale ha recitato in The Roman Actor insieme a Sir Antony Sher.
Nel 2005 è apparsa in tre acclamate produzioni off-West End: Colder Than Here di Laura Wade, The Philanthropist diretto da David Grindley e The Cosmonaut's Last Message To The Woman He Once Loved In The Former Soviet Union. L'attrice ha concluso l'anno a teatro con un ruolo di rilievo nell'adattamento del romanzo di Jamilla Gavin Coram Boy, al Royal National Theatre.
Nel 2006 ha recitato in due film TV della BBC, prima nel ruolo della protagonista in The Secret Life of Mrs Beeton, successivamente nel dramma originale Aftersun. Nello stesso anno ha partecipato anche ad un acclamato dramma della ITV, The Outsiders.
Nel 2007 Anna è apparsa in Consent su Channel 4, una vignetta drammatizzata tratta da un presunto stupro reale, in cui è stata inserita anche una sequenza tratta dalla vera storia del processo. A febbraio dello stesso anno, l'attrice ha interpretato il ruolo di Nina in sostituzione della protagonista, che era al tempo malata, in una produzione di Il gabbiano.
Nel 2009, è stata l'unico membro del cast originale a reinterpretare il proprio ruolo in The Philanthropist, messo in scena off-Broadway.
Nel 2010 è apparsa in The Secret Diaries of Miss Anne Lister, tratto da una sceneggiatura di Jane English con Maxine Peake nel ruolo della protagonista, una industriale del XIX secolo riconosciuta come la "prima lesbica moderna" britannica. Il 17 giugno 2010 il film è stato trasmesso all'apertura del Frameline Film Festival, al Castro Theatre di San Francisco.
A gennaio del 2013, Anna ha recitato nell'adattamento teatrale dell'horror britannico The Turn of the Screw.

## Filmografia

### Cinema
- Claudia, regia di Anwar Kawadri (1985)
- Guest House Paradiso, regia di Adrian Edmondson (1985)
- The Rivals, regia di Rachel Kavanaugh (2004)
- Stoned, regia di Stephen Woolley (2005)
- Uninvited, regia di Dan Susman - cortometraggio (2007)
- In Bruges - La coscienza dell'assassino (In Bruges), regia di Martin McDonagh (2008)
- Ritorno a Brideshead (Brideshead Revisited), regia di Julian Jarrold (2008)
- A Fantastic Fear of Everything, regia di Crispian Mills e Chris Hopewell  (2012)
- Strawberry Fields, regia di Frances Lea (2008)
- I nuovi vicini (The Ones Below), regia di David Farr (2015)
- Il mistero di Donald C. (The Mercy), regia di James Marsh (2018)
- L'ospite (The Little Stranger), regia di Lenny Abrahamson (2018)
- Lo schiaccianoci e i quattro regni (The Nutcracker and the Four Realms), regia di Lasse Hallström e Joe Johnston (2018)

### Televisione
- Back Home – film TV (1989)
- Cold Feet – serie TV, episodio 1x05 (1998)
- Dad – serie TV, episodio 2x03 (1999)
- A Dinner of Herbs – miniserie TV, puntate 5-6 (2000)
- An Unsuitable Job for a Woman – film TV (2001)
- The Royal – serie TV, 20 episodi (2003-2005)
- Aftersun – film TV (2006)
- The Outsiders – film TV (2006)
- The Secret Life of Mrs. Beeton – film TV (2006)
- Consent – film TV (2007)
- Lewis – serie TV, episodio 1x01 (2007)
- The Old Curiosity Shop – film TV (2007)
- Ragione e sentimento (Sense and Sensibility) – miniserie TV, puntate 2-3 (2008)
- Waking the Dead – serie TV, episodi 7x11-7x12 (2008)
- The Children – miniserie TV (2008)
- Affinity – regia di Tim Fywell - film TV (2008)
- Miss Marple (Agatha Christie's Marple) – serie TV, episodio 4x01 (2008)
- Crooked House – miniserie TV, puntate 2-4 (2008)
- Law & Order: UK – serie TV, episodio 2x02 (2009)
- Hustle - I signori della truffa (Hustle) – serie TV, episodio 6x06 (2010)
- The Secret Diaries of Miss Anne Lister – film TV (2010)
- The Reckoning – miniserie TV, puntata 1 (2011)
- Secret State – miniserie TV (2012)
- Utopia – serie TV, 6 episodi (2013)
- Mr Selfridge – serie TV, 7 episodi (2013)
- Poirot (Agatha Christie's Poirot) – serie TV, episodio 13x05 (2013)
- Crossing Lines – serie TV, episodio 3x10 (2015)
- Doctor Foster – serie TV, episodio 2x05 (2017)
- The Crown – serie TV, 4 episodi (2016-2017)
- Testimoni silenziosi (Silent Witness) – serie TV, 4 episodi (2013-2018)
- Patrick Melrose – miniserie TV, 3 puntate (2018)
- Creature grandi e piccole - Un veterinario di provincia (All Creatures Great and Small) – serie TV (2020-2023)

## Teatro
- Le allegre comari di Windsor (1986, RSC)
- Be My Baby (1998, Pleasance Theatre)
- Ragione e sentimento (2000, Tour inglese)
- Eye Contact (2000, Riverside Studios)
- Madness In Valencia (2001, RSC) - Erifila
- Love In A Wood (2001, RSC) - Martha
- A Russian In The Woods (2001, RSC) - Ilse
- The Malcontent (RSC) - Maria
- The Roman Actor (RSC) - Domita
- Ladybird (2004, Royal Court Theatre) - Yulka
- The Rivals (2004, Bristol Old Vic) - Lydia Languish
- Colder Than Here (2005, Soho Theatre) - Jenna
- The Cosmonaut's Last Message to the Woman He Once Loved in the Former Soviet Union (2005, Donmar Warehouse) - Nastasja/Claire
- The Philanthropist (2005, Donmar Warehouse) - Celia
- Coram Boy (2005–06, RNT) - Alexander/ Aaron da giovane
- Contractions (2008, Royal Court Theatre) - Emma
- Earthquakes in London (2010, Cottesloe Theatre al Royal National Theatre) - Freya
- Becky Shaw (2011, Almeida Theatre) - Suzanna
- The Turn of the Screw (2013, Almeida Theatre) - La governante

## Radio
- Misteri imperiali (2005) - Helena Justina
- La Venere di rame (2006) - Helena
- La mano di ferro (2007) - Helena
- L'oro di Poseidone (2009) - Helena

## Doppiatrici italiane
Nelle versioni in italiano delle opere in cui ha recitato, Anna Madeley è stata doppiata da:
- Barbara De Bortoli in Patrick Melrose, Anatomia di uno scandalo
- Daniela Calò in Ritorno a Brideshead
- Gemma Donati in Ragione e sentimento
- Tatiana Dessi in Mr Selfridge
- Irene Di Valmo ne Il mistero di Donald C.
- Francesca Fiorentini in Lo schiaccianoci e i quattro regni
- Paola Majano in Creature grandi e piccole - Un veterinario di provincia